# Dötki-patak
A Dötki-patak Zalaszentgrót Csáford városrésze alsódabronyi területének déli, és Bezeréd közigazgatási területének északi határán ered.  Tőle keletre magasodik a Zalai-dombság északi részének legmagasabb csúcsa, a 331 méteres Bezerédi-hegy. A kisvízfolyás több nagyobb kanyart is megtesz, de alapvetően végig északi irányba tart. Mielőtt beér a nevét adó falu házai tövébe, több, duzzasztással létrehozott halastót is táplál. Az apró község mellett Pakod közigazgatási területéhez közel folyik, mígnem Dötktől északra egy északnyugatra fordulás után át is ér oda. Itt éri el jobbról a Zala torkolatától 58,6 folyamkilométerre a folyót.
A Dötki-patak vízgyűjtő területe a Nyugat-dunántúli Vízügyi Igazgatóság (NYUDUVIZIG) működési területéhez tartozik.

## Part menti települések
- Dötk